# Kismet
Kismet es un sniffer, un husmeador de paquetes, y un sistema de detección de intrusiones para redes inalámbricas 802.11. Kismet funciona con cualquier tarjeta inalámbrica que soporte el modo de monitorización raw, y puede rastrear tráfico 802.11b, 802.11a, 802.11g y 802.11n. El programa corre bajo Linux, FreeBSD, NetBSD, OpenBSD, y Mac OS X. El cliente puede también funcionar en Windows, aunque la única fuente entrante de paquetes compatible es otra sonda.

## Características
Kismet se diferencia de la mayoría de los otros sniffers inalámbricos en su funcionamiento pasivo. Es decir que lo hace sin enviar ningún paquete detectable, permitiendo detectar la presencia de varios puntos de acceso y clientes inalámbricos, asociando unos con otros.
Kismet también incluye características básicas de Sistemas de detección de intrusos como detectar programas de rastreo inalámbricos incluyendo a NetStumbler, así como también ciertos ataques de red inalámbricos.

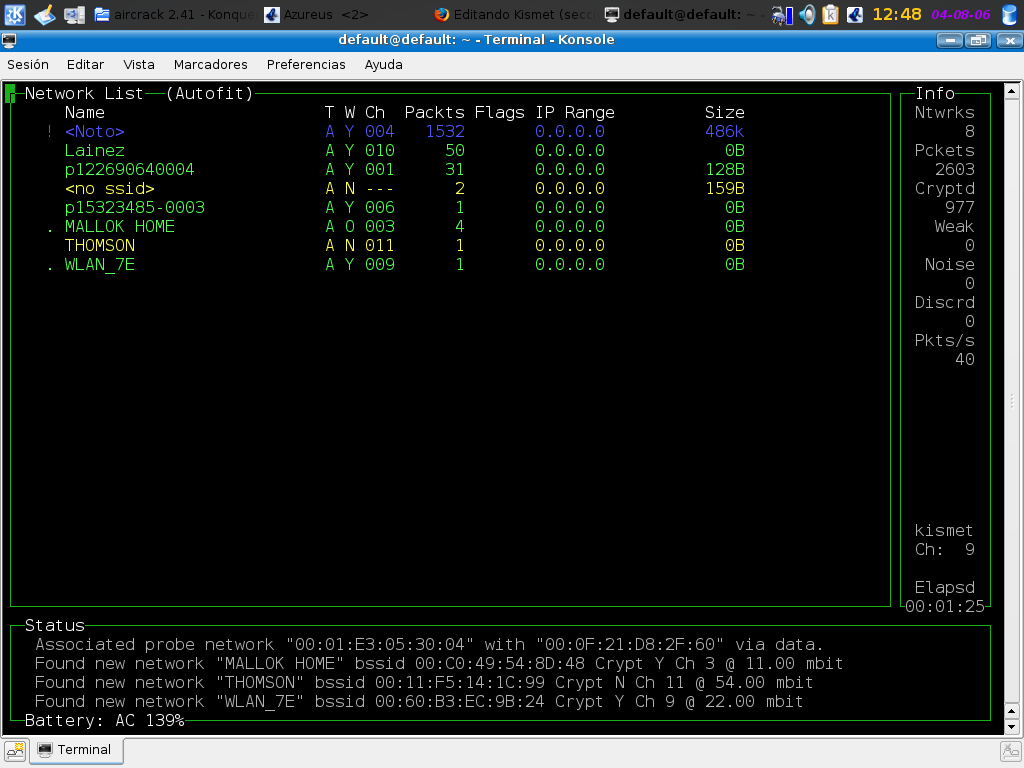
Captura de pantalla de Kismet en acción

## Servidor/sonda/infraestructura cliente
Kismet tiene tres partes diferenciadas:
1. Una sonda que puede usarse para recoger paquetes, que son enviados a un servidor para su interpretación.
2. Un servidor que puede o bien ser usado en conjunción con una sonda, o consigo mismo, interpretando los datos de los paquetes, extrapolando la información inalámbrica, y organizándola.
3. El cliente se comunica con el servidor y muestra la información que el servidor recoge.